# Eutelia dyari
Eutelia dyari là một loài bướm đêm trong họ Noctuidae.